# Подгор'є (Вировитиця)
Подгор'є (хорв. Podgorje) — населений пункт у Хорватії, у Вировитицько-Подравській жупанії у складі міста Вировитиця.

## Населення
Населення за даними перепису 2011 року становило 833 осіб.
Динаміка чисельності населення поселення:

## Клімат
Середня річна температура становить 11,35 °C, середня максимальна – 25,29 °C, а середня мінімальна – -4,94 °C. Середня річна кількість опадів – 801 мм.
| Клімат поселення                              | Клімат поселення | Клімат поселення | Клімат поселення | Клімат поселення | Клімат поселення | Клімат поселення | Клімат поселення | Клімат поселення | Клімат поселення | Клімат поселення | Клімат поселення | Клімат поселення | Клімат поселення |
| Показник                                      | Січ.             | Лют.             | Бер.             | Квіт.            | Трав.            | Черв.            | Лип.             | Серп.            | Вер.             | Жовт.            | Лист.            | Груд.            |                  |
| Середній максимум, °C                         | 6,20             | 7,96             | 12,53            | 16,90            | 22,11            | 25,29            | 24,76            | 24,25            | 19,90            | 15,18            | 9,57             | 5,11             |                  |
| Середня температура, °C                       | 0,62             | 2,40             | 6,98             | 11,33            | 16,54            | 19,71            | 21,39            | 20,89            | 16,54            | 11,81            | 6,20             | 1,76             |                  |
| Середній мінімум, °C                          | −4,94            | −3,18            | 1,40             | 5,76             | 10,97            | 14,14            | 18,04            | 17,52            | 13,17            | 8,44             | 2,85             | −1,61            |                  |
| Норма опадів, мм                              | 48               | 43               | 50               | 63               | 76               | 93               | 76               | 81               | 68               | 68               | 77               | 58               |                  |
| Середньомісячна швидкість вітру, м/с          | 2.21             | 2.49             | 2.80             | 2.70             | 2.40             | 2.20             | 2.12             | 1.94             | 2.00             | 2.05             | 2.20             | 2.23             |                  |
| Середньомісячна сонячна радіація, кДж/м²·день | 4122             | 6900             | 10813            | 15248            | 19382            | 21331            | 22188            | 19738            | 14537            | 9004             | 4696             | 3432             |                  |
| --------------------------------------------- | ---------------- | ---------------- | ---------------- | ---------------- | ---------------- | ---------------- | ---------------- | ---------------- | ---------------- | ---------------- | ---------------- | ---------------- | ---------------- |
| Джерело:                                      |                  |                  |                  |                  |                  |                  |                  |                  |                  |                  |                  |                  |                  |